# Muntjac gegant
El muntjac gegant (Muntiacus vuquangensis) és un herbívor descobert el 1994 a les muntanyes del centre del Vietnam. Els mascles tenen com a senyal d'alarma un so similar al lladruc d'un gos.

## Distribució
El muntjac gegant es distribueix per les muntanyes boscoses del Vietnam, Laos i Cambotja. Al Vietnam l'espècie fou descoberta al Parc Nacional Vu Quang, actualment àrea protegida.

## Característiques
El muntjac gegant és un animal petit i territorial, però és relativament gros si se'l compara amb altres membres del gènere Muntiacus. Fa servir les glàndules odoríferes per marcar el territori. Els mascles tenen els ullals llargs.